# Пол ДіП'єтро
Пол ДіП'єтро (англ. Paul DiPietro; 8 вересня 1970, Су-Сен-Марі, Онтаріо) — професійний швейцарський хокеїст канадського походження, нападник, виступав за команди Хокейної ліги Онтаріо, АХЛ, НХЛ, Німецької хокейної ліги та клуби Швейцарії.

## Ігрова кар'єра
Розпочав кар'єру у 16-річному віці в клубі Садбері Вулвс Хокейна ліга Онтаріо. У 1990 році Драфті НХЛ обраний «Монреаль Канадієнс‎» в п'ятому раунді, під 102-м номером. Спочатку він грав в АХЛ за фарм-клуб «Канадієнс» «Фредеріктон Канадіенс». В сезоні 1991/92 Пол дебютував в НХЛ, разом з «Монреалем» виграв Кубок Стенлі в 1993 році. У 1995 році він переїхав в Торонто Мейпл-Ліфс‎, де він час від часу грає за різні фарм-клуби. Зміни прописки влітку 1996 року на Лос-Анджелес Кінгс‎ не повернули його до основного складу клубу НХЛ.
Як наслідок Пол переїхав до Європи в сезоні 1997/98, де виступає в Німецькій хокейній лізі за клуб «Кассель Хаскіс». В сезоні 1998/99 змінює Німеччину на Швейцарію, де в клубі Амбрі-Піотта став найкращим бомбардиром, у 45 матчах набрав 82 очка (38+44). У 1999 році підписує контракт з ХК «Цуг», де грає до кінця сезону 2010/11. Потім він змінив Національну лігу А на Національну лігу B переїхавши до ХК «Сьєр». У зв'язку з економічними проблемами ДіП'єтро грав до кінця сезону 2011/12 на правах оренди в «Лангнау Тайгерс». Його контракт був розірваний у липні 2012 року в односторонньому порядку ХК «Сьєр». У жовтні ДіП'єтро повернувся в ХК «Луґано». Його контракт закінчився 24 грудня. 3 січня 2013 було оголошено, що ДіП'єтро підписав контракт з ХК «Ольтен» до кінця сезону.

## У складі збірної
Канадець за походженням він отримав швейцарське громадянство одружившись з швейцаркою. У 2006 році виступав на Зимових Олімпійських іграх в Турині у складі збірної Швейцарії. У грі проти збірної Канади ДіП'єтро двічі відзначився закинутими шайбами, які принесли сенсаційну перемогу швейцарцям з рахунком 2:0.

## Нагороди та досягнення
- 1993 Виграв Кубок Стенлі у складі «Монреаль Канадієнс‎».
- 2002 В команді «Усіх зірок» Кубка Шпенглера